# Pork roll

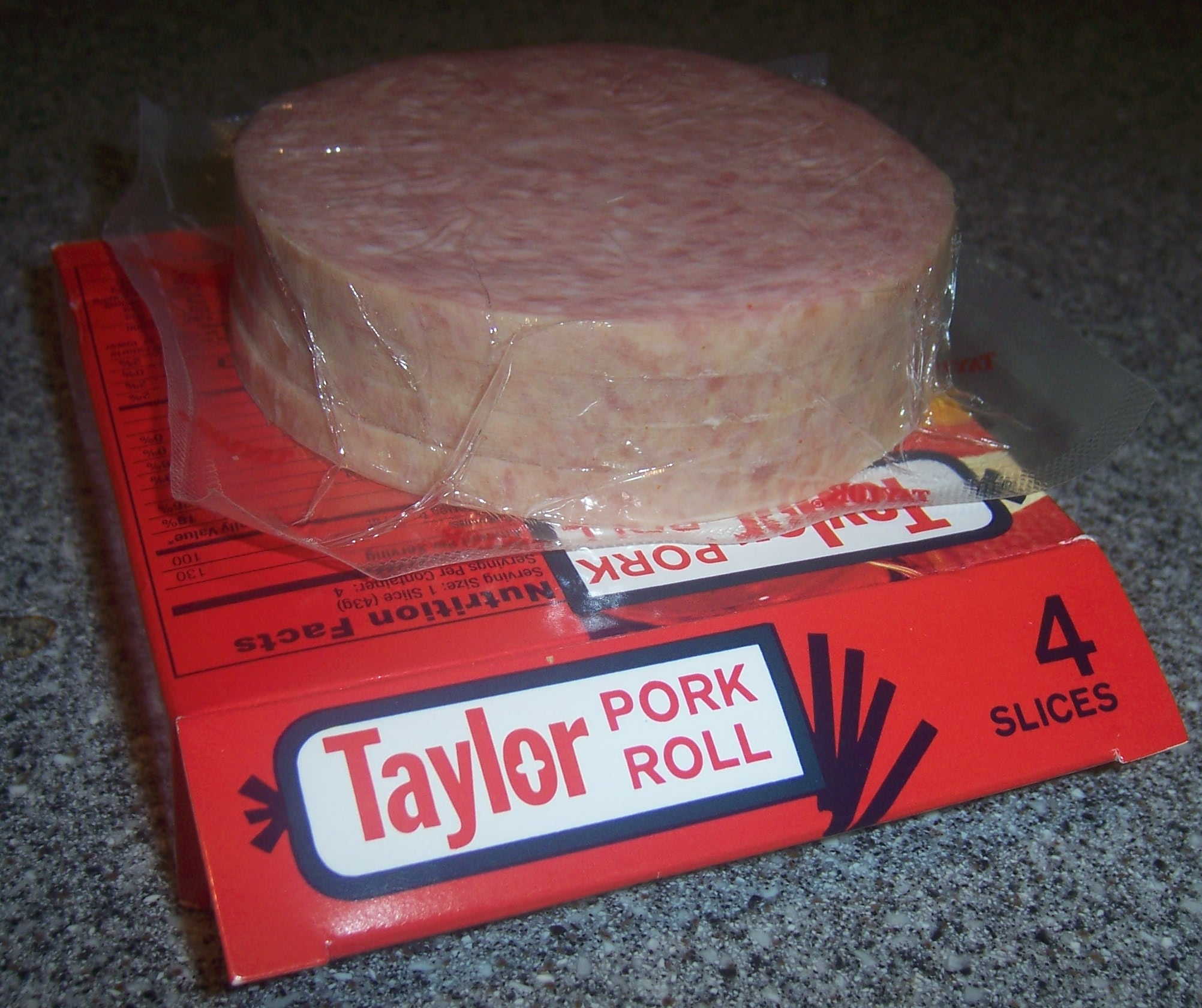
Un paquete de 4 rodajas de pork roll de marca Taylor.

El pork roll (en inglés ‘rollo de cerdo’) es un tipo de producto cárnico parecido a una salchicha disponible habitualmente en Nueva Jersey, Filadelfia y alrededores. En el norte de Jersey suele llamarse Taylor ham (‘jamón de Taylor’). El producto, como se hace actualmente, fue desarrollado en 1856 por John Taylor de Trenton (Nueva Jersey), aunque varias firmas producen su propia versión.

## Origen y descripción
Un producto parecido, el jamón picado prensado, puede haber sido producido en la época de la Batalla de Trenton.
Taylor mantuvo secreta la receta del producto que creó en 1856. George Washington Case, un granjero y carnicero de la cercana Belle Mead (Nueva Jersey) creó su propia receta de pork roll en 1870. Se dice que la versión de Case se envasaba en cáscara de maíz.
Taylor llamó originalmente a su producto «Taylor's Prepared Ham» (‘jamón preparado de Taylor’), pero se vio obligado a cambiar el nombre tras la aprobación de la Pure Food and Drug Act de 1906, al no cumplir el producto con la definición legal de jamón. El nuevo nombre elegido fue «Pork Roll» y se comercializó como «Taylor's Pork Roll» y «Trenton Pork Roll». Las empresas competidoras comercializaron productos con nombres parecidos, como «Rolled Pork» y «Trenton style Pork Roll», y fueron denunciados por Taylor. La sentencia de 1910 dictaminó que las palabras «Pork Roll» no podían registrarse como marca.
Aunque el producto es ampliamente consumido, se resiste a una descripción exacta. Alguna gente compara su sabor o textura a la del spam, el Treet, la mortadela de Bolonia, el salami suave, el salchichón ahumado o el jamón ahumado. En 1910 fue descrito como «un producto alimenticio hecho de carne de cerdo, envasado en un saco o bolsa de algodón cilíndrico de tal forma que puede prepararse rápidamente cortando rodajas sin retirar la bolsa.»
El pork roll suele venderse en rollos de 1, 1,5 y 3 libras sin cortar en bolsa de algodón, así como en envases de 6 onzas conteniendo 4,6 u 8 rodajas. Hay disponibles rollos y envases mayores para el mercado mayorista. Ha sido un alimento básico en las cafeterías de las escuelas públicas de Nueva Jersey.

## Preparación
El producto suele comerse en rodajas y frito en sartén o a la plancha. Es frecuente hacerle tres cortes desde el borde hacia adentro, distribuidos regularmente en la rodaja. Estos cortes evitan que el pork roll se curve hacia el centro, lo que provoca que no se haga uniformemente.

### Jerseybreakfast

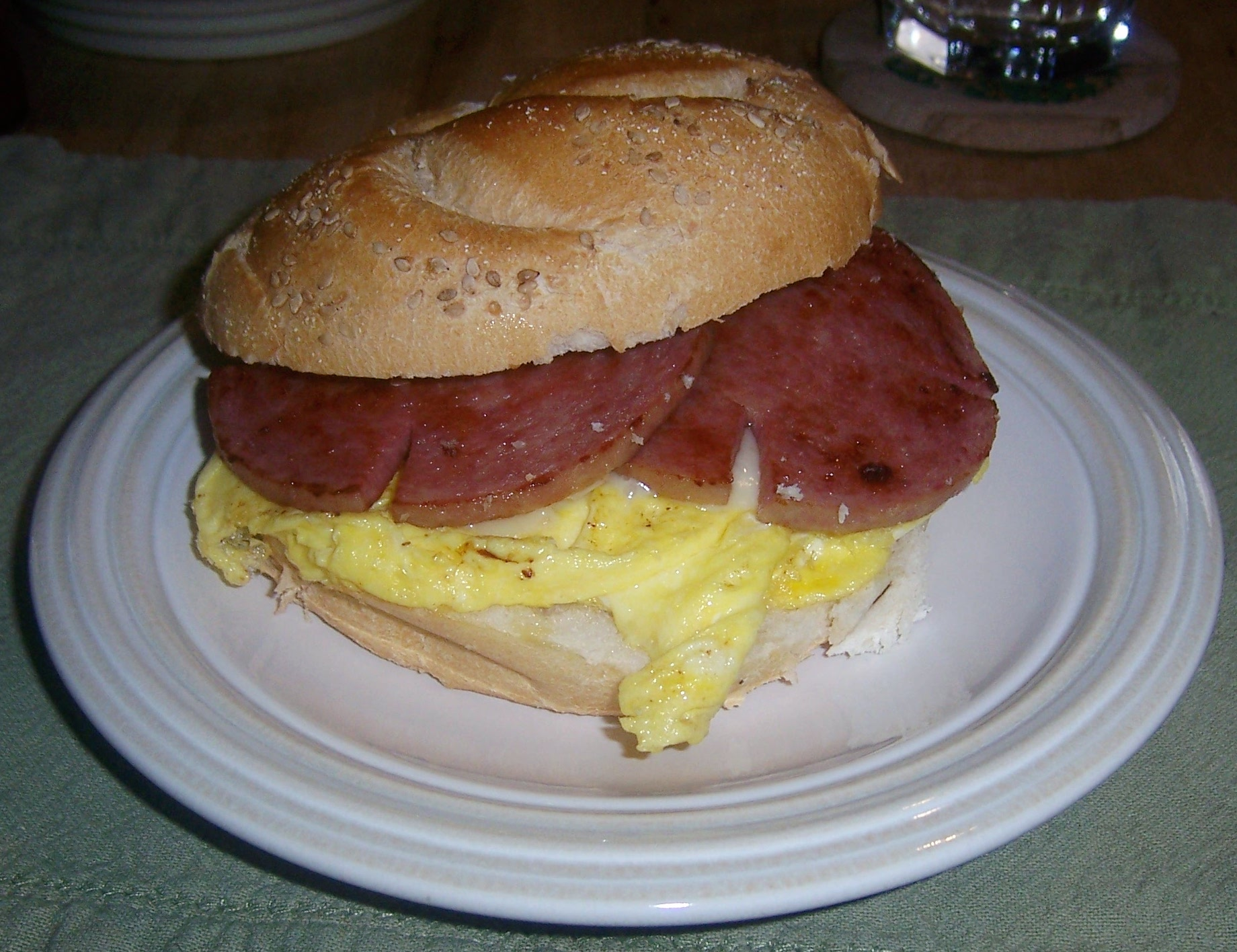
Sándwich de pork roll, huevo y queso, también llamado Jersey breakfast (‘desayuno de Jersey’).

Conocido como Jersey breakfast (‘desayuno de Jersey’), el sándwich de pork roll, huevo y queso es una receta básica de muchas tiendas de alimentación, diners y panaderías de Nueva Jersey. El pork roll también puede usarse en muchas otras recetas.

## Marcas
Taylor y Trenton son las marcas de pork roll fabricado por Taylor Provisions, de Trenton (Nueva Jersey). Otras compañías que fabrican pork roll son Case Pork Roll Company y Loeffler's Gourmet, de la misma ciudad, así como Hatfield Quality Meats de Hatfield (Pasadena) y Alderfer Premium Meats de Harleysville (Pasadena).